# Groupe I des éliminatoires de la zone Europe de la Coupe du monde de football 2026
 (décembre 2024).
Si vous disposez d'ouvrages ou d'articles de référence ou si vous connaissez des sites web de qualité traitant du thème abordé ici, merci de compléter l'article en donnant les références utiles à sa vérifiabilité et en les liant à la section « Notes et références ».
Navigation
Groupe H Groupe J
Le groupe I de la zone Europe des éliminatoires de la Coupe du monde de football 2026 est l'un des douze groupes de la zone Europe des éliminatoires de la Coupe du monde, tournoi pour décider quelles équipes se qualifieront pour la phase finale de la Coupe du monde de football 2026 au Canada, Mexique et aux États-Unis. Le groupe I se compose de cinq équipes : la Norvège, Israël, l'Estonie et la Moldavie. Les équipes s'affronteront à domicile et à l'extérieur dans un tournoi toutes rondes. La dernière équipe est déterminée par le match de Ligue des Nations entre l'Allemagne et l'Italie. Les équipes s'affronteront à domicile et à l'extérieur dans un tournoi toutes rondes.
Le vainqueur du groupe se qualifie directement pour la phase finale de la Coupe du monde de football 2026, tandis que le deuxième passe par des barrages.

## Classement
| Rang | Équipe   | Pts | J | G | N | P | Bp | Bc | Diff |  | Résultats (▼ dom., ► ext.) |     |     |     |     |     |
| ---- | -------- | --- | - | - | - | - | -- | -- | ---- |  | -------------------------- | --- | --- | --- | --- | --- |
| 1    | Norvège  | 12  | 4 | 4 | 0 | 0 | 13 | 2  | +11  |  | Norvège                    |     | -   | 3-0 | -   | -   |
| 2    | Israël   | 6   | 3 | 2 | 0 | 1 | 7  | 6  | +1   |  | Israël                     | 2-4 |     | -   | 2-1 | -   |
| 3    | Italie   | 3   | 2 | 1 | 0 | 1 | 2  | 3  | -1   |  | Italie                     | -   | -   |     | -   | 2-0 |
| 4    | Estonie  | 3   | 4 | 1 | 0 | 3 | 5  | 8  | -3   |  | Estonie                    | 0-1 | 1-3 | -   |     | -   |
| 5    | Moldavie | 0   | 3 | 0 | 0 | 3 | 2  | 10 | -8   |  | Moldavie                   | 0-5 | -   | -   | 2-3 |     |

## Matchs
Le programme des rencontres est annoncé par l'UEFA le 13 décembre 2024, jour du tirage,.
Les heures sont en CEST et CET, selon la liste de l'UEFA (les heures locales, si différentes, sont entre parenthèses).
| 1re journée                | Moldavie | 0 - 5   | Norvège | Stade Zimbru, Chișinău                                                     |                                                                            |
| 22 mars 2025 18h00 (19h00) |          | (0 - 4) | 5e Ryerson ( Aasgaard) · 23e Haaland ( Schjelderup) · 38e Aasgaard · 43e Sørloth ( Ødegaard) · 69e Dønnum ( Ryerson) | Spectateurs : 9 342 Arbitrage : Matej Jug Arbitre vidéo : Momčilo Marković | Spectateurs : 9 342 Arbitrage : Matej Jug Arbitre vidéo : Momčilo Marković |
| 22 mars 2025 18h00 (19h00) | Rață 78e | Rapport | 86e Ajer | Spectateurs : 9 342 Arbitrage : Matej Jug Arbitre vidéo : Momčilo Marković | Spectateurs : 9 342 Arbitrage : Matej Jug Arbitre vidéo : Momčilo Marković |

| 22 mars 2025 | Israël                                        | 2 - 1   | Estonie                                    | Nagyerdei Stadion, Debrecen ( Hongrie)                                     |                                                                            |
| 20h45        | ( Biton) Hein 23e (csc) · ( Solomon) Dasa 75e | (1 - 1) | 10e Paskotši                               | Spectateurs : 270 Arbitrage : Nikola Dabanović Arbitre vidéo : Mario Zebec | Spectateurs : 270 Arbitrage : Nikola Dabanović Arbitre vidéo : Mario Zebec |
| 20h45        | Shlomo 62e                                    | Rapport | 36e Peetson · 40e, 87e Soomets · 90e Anier | Spectateurs : 270 Arbitrage : Nikola Dabanović Arbitre vidéo : Mario Zebec | Spectateurs : 270 Arbitrage : Nikola Dabanović Arbitre vidéo : Mario Zebec |

| 2e journée                 | Moldavie                                              | 2 - 3   | Estonie                                                       | Stade Zimbru, Chișinău                                                        |                                                                               |
| 25 mars 2025 18h00 (19h00) | Nicolaescu 67e · Caimacov 90+1e                       | (0 - 2) | 19e Peetson · 30e Sappinen (Palumets ) · 70e Käit (Yakovlev ) | Spectateurs : 6 112 Arbitrage : Lawrence Visser Arbitre vidéo : Jan Boterberg | Spectateurs : 6 112 Arbitrage : Lawrence Visser Arbitre vidéo : Jan Boterberg |
| 25 mars 2025 18h00 (19h00) | Cojocaru 5e · Baboglo 48e · Nicolaescu 51e · Rață 64e | Rapport | 35e Peetson · 44e, 48e Palumets · 82e Käit · 90+3e Ainsalu    | Spectateurs : 6 112 Arbitrage : Lawrence Visser Arbitre vidéo : Jan Boterberg | Spectateurs : 6 112 Arbitrage : Lawrence Visser Arbitre vidéo : Jan Boterberg |

| 25 mars 2025 | Israël                                           | 2 - 4   | Norvège                                                                                              | Nagyerdei Stadion, Debrecen ( Hongrie)                                                     |                                                                                            |
| 20h45        | ( Abada) Abu Fani 55e · ( Gloukh) Turgeman 90+3e | (0 - 1) | 39e Møller Wolfe ( Ødegaard) · 59e Sørloth ( Ødegaard) · 65e Ajer ( Berge) · 83e Haaland ( Ødegaard) | Spectateurs : 1 200 Arbitrage : Chris Kavanagh (en) Arbitre vidéo : Michael Salisbury (en) | Spectateurs : 1 200 Arbitrage : Chris Kavanagh (en) Arbitre vidéo : Michael Salisbury (en) |
| 20h45        | Nachmias 82e                                     | Rapport | 31e Heggem · 72e Sørloth                                                                             | Spectateurs : 1 200 Arbitrage : Chris Kavanagh (en) Arbitre vidéo : Michael Salisbury (en) | Spectateurs : 1 200 Arbitrage : Chris Kavanagh (en) Arbitre vidéo : Michael Salisbury (en) |

| 3e journée        | Norvège                                                             | 3 - 0                         | Italie | Ullevaal Stadion, Oslo                                                                             | |
| 6 juin 2025 20h45 | ( Nusa) Sørloth 14e · ( Thorsby) Nusa 34e · ( Ødegaard) Haaland 42e | (3 - 0)                       |        | Spectateurs : 25 796 Arbitrage : José María Sánchez Martínez Arbitre vidéo : Juan Martínez Munuera | Spectateurs : 25 796 Arbitrage : José María Sánchez Martínez Arbitre vidéo : Juan Martínez Munuera |
| 6 juin 2025 20h45 | Thorsby 38e · Berg 55e                                              | Rapport (FIFA) Rapport (UEFA) |        | Spectateurs : 25 796 Arbitrage : José María Sánchez Martínez Arbitre vidéo : Juan Martínez Munuera | Spectateurs : 25 796 Arbitrage : José María Sánchez Martínez Arbitre vidéo : Juan Martínez Munuera |

| 6 juin 2025   | Estonie                       | 1 - 3                         | Israël                                                             | A. Le Coq Arena, Tallinn                                                      |                                                                               |
| 20h45 (21h45) | ( Schjønning-Larsen) Käit 31e | (1 - 1)                       | 39e Biton ( Turgeman) · 49e Biton ( Solomon) · 89e (pen.) Abu Fani | Spectateurs : 5 967 Arbitrage : Willy Delajod Arbitre vidéo : Eric Wattellier | Spectateurs : 5 967 Arbitrage : Willy Delajod Arbitre vidéo : Eric Wattellier |
| 20h45 (21h45) | Hein 87e                      | Rapport (FIFA) Rapport (UEFA) |                                                                    | Spectateurs : 5 967 Arbitrage : Willy Delajod Arbitre vidéo : Eric Wattellier | Spectateurs : 5 967 Arbitrage : Willy Delajod Arbitre vidéo : Eric Wattellier |

| 4e journée        | Italie                                   | 2 - 0                         | Moldavie       | Mapei Stadium - Città del Tricolore, Reggio d'Émilie                                |                                                                                     |
| 9 juin 2025 20h45 | Raspadori 40e · ( Frattesi) Cambiaso 50e | (1 - 0)                       |                | Spectateurs : 18 771 Arbitrage : Urs Schnyder Arbitre vidéo : Léonce Lionel Tschudi | Spectateurs : 18 771 Arbitrage : Urs Schnyder Arbitre vidéo : Léonce Lionel Tschudi |
| 9 juin 2025 20h45 | Frattesi 85e                             | Rapport (FIFA) Rapport (UEFA) | 71e Nicolaescu | Spectateurs : 18 771 Arbitrage : Urs Schnyder Arbitre vidéo : Léonce Lionel Tschudi | Spectateurs : 18 771 Arbitrage : Urs Schnyder Arbitre vidéo : Léonce Lionel Tschudi |

| 9 juin 2025   | Estonie      | 0 - 1                         | Norvège          | A. Le Coq Arena, Tallinn                                                          |                                                                                   |
| 20h45 (21h45) |              | (0 - 0)                       | 61e Haaland      | Spectateurs : 11 577 Arbitrage : Srđan Jovanović Arbitre vidéo : Momčilo Marković | Spectateurs : 11 577 Arbitrage : Srđan Jovanović Arbitre vidéo : Momčilo Marković |
| 20h45 (21h45) | Sappinen 55e | Rapport (FIFA) Rapport (UEFA) | 49e Møller Wolfe | Spectateurs : 11 577 Arbitrage : Srđan Jovanović Arbitre vidéo : Momčilo Marković | Spectateurs : 11 577 Arbitrage : Srđan Jovanović Arbitre vidéo : Momčilo Marković |

| 5e journée             | Italie                        | - | Estonie |                             |                             |
| 5 septembre 2025 20h45 |                               |   |         | Arbitrage : Arbitre vidéo : | Arbitrage : Arbitre vidéo : |
| 5 septembre 2025 20h45 | Rapport (FIFA) Rapport (UEFA) |   |         | Arbitrage : Arbitre vidéo : | Arbitrage : Arbitre vidéo : |

| 5 septembre 2025 | Moldavie                      | - | Israël |                             |                             |
| 20h45 (21h45)    |                               |   |        | Arbitrage : Arbitre vidéo : | Arbitrage : Arbitre vidéo : |
| 20h45 (21h45)    | Rapport (FIFA) Rapport (UEFA) |   |        | Arbitrage : Arbitre vidéo : | Arbitrage : Arbitre vidéo : |

| 6e journée             | Israël                        | - | Italie | [ b ]                       |                             |
| 8 septembre 2025 20h45 |                               |   |        | Arbitrage : Arbitre vidéo : | Arbitrage : Arbitre vidéo : |
| 8 septembre 2025 20h45 | Rapport (FIFA) Rapport (UEFA) |   |        | Arbitrage : Arbitre vidéo : | Arbitrage : Arbitre vidéo : |

| 9 septembre 2025 | Norvège                       | - | Moldavie |                             |                             |
| 20h45            |                               |   |          | Arbitrage : Arbitre vidéo : | Arbitrage : Arbitre vidéo : |
| 20h45            | Rapport (FIFA) Rapport (UEFA) |   |          | Arbitrage : Arbitre vidéo : | Arbitrage : Arbitre vidéo : |

| 7e journée            | Norvège                       | - | Israël |                             |                             |
| 11 octobre 2025 18h00 |                               |   |        | Arbitrage : Arbitre vidéo : | Arbitrage : Arbitre vidéo : |
| 11 octobre 2025 18h00 | Rapport (FIFA) Rapport (UEFA) |   |        | Arbitrage : Arbitre vidéo : | Arbitrage : Arbitre vidéo : |

| 11 octobre 2025 | Estonie                       | - | Italie |                             |                             |
| 20h45 (21h45)   |                               |   |        | Arbitrage : Arbitre vidéo : | Arbitrage : Arbitre vidéo : |
| 20h45 (21h45)   | Rapport (FIFA) Rapport (UEFA) |   |        | Arbitrage : Arbitre vidéo : | Arbitrage : Arbitre vidéo : |

| 8e journée            | Italie                        | - | Israël |                             |                             |
| 14 octobre 2025 20h45 |                               |   |        | Arbitrage : Arbitre vidéo : | Arbitrage : Arbitre vidéo : |
| 14 octobre 2025 20h45 | Rapport (FIFA) Rapport (UEFA) |   |        | Arbitrage : Arbitre vidéo : | Arbitrage : Arbitre vidéo : |

| 14 octobre 2025 | Estonie                       | - | Moldavie |                             |                             |
| 20h45 (21h45)   |                               |   |          | Arbitrage : Arbitre vidéo : | Arbitrage : Arbitre vidéo : |
| 20h45 (21h45)   | Rapport (FIFA) Rapport (UEFA) |   |          | Arbitrage : Arbitre vidéo : | Arbitrage : Arbitre vidéo : |

| 9e journée             | Norvège                       | - | Estonie |                             |                             |
| 13 novembre 2025 18h00 |                               |   |         | Arbitrage : Arbitre vidéo : | Arbitrage : Arbitre vidéo : |
| 13 novembre 2025 18h00 | Rapport (FIFA) Rapport (UEFA) |   |         | Arbitrage : Arbitre vidéo : | Arbitrage : Arbitre vidéo : |

| 13 novembre 2025 | Moldavie                      | - | Italie |                             |                             |
| 20h45 (21h45)    |                               |   |        | Arbitrage : Arbitre vidéo : | Arbitrage : Arbitre vidéo : |
| 20h45 (21h45)    | Rapport (FIFA) Rapport (UEFA) |   |        | Arbitrage : Arbitre vidéo : | Arbitrage : Arbitre vidéo : |

| 10e journée            | Israël                        | - | Moldavie | [ b ]                       |                             |
| 16 novembre 2025 20h45 |                               |   |          | Arbitrage : Arbitre vidéo : | Arbitrage : Arbitre vidéo : |
| 16 novembre 2025 20h45 | Rapport (FIFA) Rapport (UEFA) |   |          | Arbitrage : Arbitre vidéo : | Arbitrage : Arbitre vidéo : |

| 16 novembre 2025 | Italie                        | - | Norvège |                             |                             |
| 20h45            |                               |   |         | Arbitrage : Arbitre vidéo : | Arbitrage : Arbitre vidéo : |
| 20h45            | Rapport (FIFA) Rapport (UEFA) |   |         | Arbitrage : Arbitre vidéo : | Arbitrage : Arbitre vidéo : |

## Buteurs

### 4 buts
- Erling Haaland

### 3 buts
- Alexander Sørloth

### 2 buts
- Mattias Käit
- Dan Biton
- Mohammad Abu Fani

### 1 but
- Maksim Paskotši
- Rasmus Peetson
- Rauno Sappinen
- Eli Dasa
- Dor Turgeman
- Giacomo Raspadori
- Andrea Cambiaso
- Ion Nicolaescu
- Mihail Caimacov
- Julian Ryerson
- Thelo Aasgaard
- Aron Dønnum
- David Møller Wolfe
- Kristoffer Ajer
- Antonio Nusa

### but contre son camp(csc)
- Karl Jakob Hein

## Passeurs décisifs

### 5 passes
- Martin Ødegaard

### 2 passes
- Manor Solomon

### 1 passe
- Kevor Palumets
- Ioan Yakovlev
- Michael Schjønning-Larsen
- Dan Biton
- Liel Abada
- Oscar Gloukh
- Dor Turgeman
- Davide Frattesi
- Julian Ryerson
- Thelo Aasgaard
- Andreas Schjelderup
- Sander Berge
- Antonio Nusa
- Morten Thorsby

## Discipline
Un joueur est automatiquement suspendu pour le match suivant:
- S'il cumule deux avertissements (cartons jaunes) lors de deux matchs différents.
- S'il se voit décerner une exclusion de terrain (carton rouge).
  - En cas d’infraction grave, l’Instance de contrôle, d’éthique et de discipline de l'UEFA est habilitée à aggraver la sanction, y compris en l'étendant à d'autres compétitions.

| Équipe   | Joueurs        | Cartons                                                                                | Suspensions                                |
| -------- | -------------- | -------------------------------------------------------------------------------------- | ------------------------------------------ |
| Estonie  | Markus Soomets | 1re journée, contre Israël (22 mars 2025)                                              | 2e journée, contre Moldavie (25 mars 2025) |
| Estonie  | Rasmus Peetson | 1re journée, contre Israël (22 mars 2025) · 2e journée, contre Moldavie (25 mars 2025) | 3e journée, contre Israël (6 juin 2025)    |
| Estonie  | Kevor Palumets | 2e journée, contre Moldavie (25 mars 2025)                                             | 3e journée, contre Israël (6 juin 2025)    |
| Moldavie | Vadim Rață     | 1re journée, contre Norvège (22 mars 2025) · 2e journée, contre Estonie (25 mars 2025) | 4e journée, contre Italie (9 juin 2025)    |
| Moldavie | Maxim Cojocaru | 2e journée, contre Estonie (25 mars 2025)                                              | 4e journée, contre Italie (9 juin 2025)    |